# Federico Browne
Federico Browne (Buenos Aires, 7 aprile 1976) è un ex tennista argentino.

## Carriera
In carriera ha raggiunto una finale di doppio, nel 2004 all'ATP Buenos Aires, in coppia con il connazionale Diego Veronelli. In doppio ha raggiunto la 77ª posizione della classifica ATP, mentre in singolare ha raggiunto il 106º posto.
In Coppa Davis ha disputato una sola partita, ottenendo nell'occasione una sconfitta.

## Statistiche

### Doppio

#### Finali perse (1)
| Numero | Anno             | Torneo                         | Superficie  | Compagno        | Avversari in finale           | Punteggio     |
| 1.     | 23 febbraio 2004 | ATP Buenos Aires, Buenos Aires | Terra rossa | Diego Veronelli | Lucas Arnold Ker Mariano Hood | 5-7, 7-6, 4-6 |